# EFC Ruhla 08
EFC Ruhla 08 is een Duitse sportclub uit Ruhla, Thüringen.

## Geschiedenis
De club werd in 1908 opgericht als FC Wacker 08 Ruhla . De club sloot zich aan bij de Midden-Duitse voetbalbond en ging in de competitie van Wartburg spelen vanaf 1915 en werd in het eerste seizoen vicekampioen achter FC Wacker Gotha. In 1917 werd de club derde. Ook BSC 1913 Ruhla speelde in de competitie. Na een vijfde plaats in het eerste seizoen trok de club zich in 1916 na drie verloren wedstrijden terug uit de competitie. In 1917 fuseerde beide clubs tot Vereinigter BC 1908 Ruhla. Na de oorlog nam de club de naam BSC Ruhla 08 aan. De Wartburgse competitie werd intussen ondergebracht in de Kreisliga Thüringen als tweede klasse. De club werd twee keer laatste in 1921 en 1922. Na 1923 werd de Kreisliga afgevoerd en werd de Wartburgse competitie als Gauliga Wartburg terug opgewaardeerd tot hoogste klasse. Echter mocht enkel de kampioen in die competitie spelen, aangevuld met vier clubs uit de Kreisliga. Na één seizoen promoveerde Ruhla. Na een voorlaatste plaats in 1925 degradeerde de club in 1926. Het duurde tot 1930 vooraleer de club opnieuw kon promoveren, maar ook nu kon de club geen potten breken en degradeerde na twee seizoenen weer. 
In 1933 werd de competitie grondig hervormd. De vele Midden-Duitse competities werden vervangen door de Gauliga Mitte en Gauliga Sachsen. Aangezien de club al niet meer in de hoogste klasse speelde is het niet bekend of de club zich plaatste voor de Kreisklasse Wartburg, die nu de derde klasse werd. In 1936 wijzigde de naam in VfL Ruhla.
Na de Tweede Wereldoorlog werden alle Duitse clubs ontbonden. Er werden twee clubs heropgericht die in 1965 fuseerden tot TSG Ruhla.
Na de Duitse hereniging werd de naam EFC Ruhla 08 aangenomen.